# Getrennte Bestattung
Die getrennte Bestattung ist eine Form der Teilbestattung, bei der die Bestattung der inneren Organe getrennt vom übrigen Körper erfolgt. Besonders der separaten Herzbestattung kam bis in die Neuzeit eine große Bedeutung zu.
Die getrennte Bestattung eines Leichnams, die auch als Herzbestattung bezeichnet wird, wurde im Laufe der Geschichte aus unterschiedlichen Motiven praktiziert. Dazu gehörten das Memorialwesen betreffende Vorstellungen ebenso wie Zielsetzungen der Repräsentation. Aber auch praktische Gründe der Leichenkonservierung oder des Leichentransports spielten eine wichtige Rolle wie z. B. bei Begräbnissen von verstorbenen Gesandten am Immerwährenden Reichstag in Regensburg, nach deren Tod zumindest das Herz am eventuell weit entfernten Heimatort begraben werden sollte, während der Körper in Regensburg auf dem Friedhof der Gesandten hinter der Dreieinigkeitskirche verblieb.
Im Mittelalter und in der Neuzeit wurden getrennte Bestattungen in erster Linie bei hochgestellten Verstorbenen des geistlichen Standes und der weltlichen Stände vorgenommen, wie z. B. im Fall des Begräbnisses von Karl Theodor von Dalberg, des weithin bekannten Reichsfreiherren, der sowohl ein geistlicher Fürst war, aber daneben auch als weltlicher Fürst im Fürstentum Regensburg fungierte. Weitere Beispiele finden sich auch in anderen Fällen von Päpsten und Bischöfen, Monarchen und bedeutenden Adeligen, Künstlern und Literaten.

## Praktische Gründe
Bereits in der Antike war bekannt, dass sich die auf künstlichem Wege eingeleitete Konservierung eines Leichnams durch das Entfernen des Gehirns, der inneren Organe und der Eingeweide erheblich verbessern und vereinfachen lässt. Bei der Mumifizierung im Alten Ägypten wurde das Herz nach Möglichkeit im Körper belassen, die Eingeweide aber separat vom Leichnam beigesetzt. Entnommen wurden Leber, Lunge, Magen und Gedärm und separat von der Mumie in Kanopen aufbewahrt.
In Europa begünstigten ähnliche Erkenntnisse im Mittelalter die Ausbreitung der getrennten Bestattung von Herz, Innereien und Körper. Die Herzbestattung erreichte ihren Höhepunkt dann im 17. Jahrhundert.
Vielen Fürsten und Monarchen wurde nach dem Tod das Herz und teilweise die Eingeweide entnommen und getrennt vom Körper bestattet. Dies kam besonders dann zur Anwendung, wenn zwischen dem Eintreten des Todes und der Beisetzung eine lange Zeitspanne lag. Bei besonders hochgestellten Personen wurde im Hochmittelalter zeitweise das Verfahren des „mos teutonicus“ praktiziert, bei dem der Leichnam durch Abkochen in Fleisch und Knochen zerlegt wurde. Er wurde so zwar nicht als Ganzes konserviert, aber man hatte so die Möglichkeit, wenigstens die Gebeine an ihren Bestimmungsort zu überführen, ohne dass während der Reise noch Verwesung eintreten konnte. Das Verfahren kam vorwiegend bei auf Kriegsschauplätzen gefallenen oder im Ausland sowie auf Reisen verstorbenen Herrschern zum Einsatz, etwa bei Kaiser Lothar III. Er starb am 3. Dezember 1137 bei Breitenwang in Tirol und wurde am 31. Dezember 1137 im Kaiserdom Königslutter begraben. Als Kaiser Friedrich I. während des Dritten Kreuzzugs am 10. Juni 1190 im Fluss Saleph nahe Seleucia (Kilikien) ums Leben kam, wurde sein Leichnam ebenfalls auf diese Weise bestattet. Sein Herz und seine Eingeweide wurden in Tarsos beigesetzt, sein Fleisch Anfang Juli in der Peterskirche von Antiochia, während die Knochen von seinem Sohn Friedrich VI. von Schwaben mindestens bis Tyrus mitgeführt wurden, wohl um sie in Jerusalem zu bestatten.
Der Leichnam von Richard Löwenherz († 1199) ist neben seinen Eltern in der Abtei Fontevrault beigesetzt; sein Herz liegt jedoch in einem Sarkophag in der Kathedrale von Rouen.
Auch im Fall der Babenberger-Herzöge Friedrich I. († 1198) und Leopold VI. von Österreich († 1230) wurde dieses Verfahren angewandt. Teilbestattungen dieser Art waren aus praktischen Gründen erzwungen. Besonders im Fall der Kreuzfahrer war es aufgrund der damals fehlenden technischen Möglichkeiten unmöglich, einen Leichnam intakt aus dem Mittelmeerraum in die Heimat zu überführen.
Im Fall des berühmten Heerführers Bertrand du Guesclin († 1380) führte eine Mischung aus praktischen und persönlichen Gründen zu einer getrennten Bestattung: In Châteauneuf-de-Randon in der Auvergne (Südfrankreich) gefallen, hatte er den Wunsch geäußert, in seiner Heimat Dinan in der Bretagne begraben zu werden. Der Leichnam wurde für die Überführung einbalsamiert, wobei seine Eingeweide entnommen und in der Dominikanerkirche von Le Puy-en-Velay bestattet wurden. Die Konservierung war jedoch nicht erfolgreich und der Leichnam begann während der Überführung zu zerfallen. In Montferrand wurde das Fleisch schließlich entsprechend dem „mos teutonicus“ von den Knochen gekocht und in der Franziskanerkirche des Ortes bestattet. Das Herz wurde vorher entnommen. Wegen der Verdienste du Guesclins um das Königreich ordnete der französische König Karl V. an, die Gebeine in der Königsgrablege Saint-Denis bei Paris zu bestatten. Das Herz dagegen bestattete man nach dem Wunsch du Guesclins in seiner bretonischen Heimat, in der Dominikanerkirche von Dinan, später verlegte man das Grab in die Kirche Saint Sauveur in Dinan. Du Guesclin ist also an vier Stellen begraben.

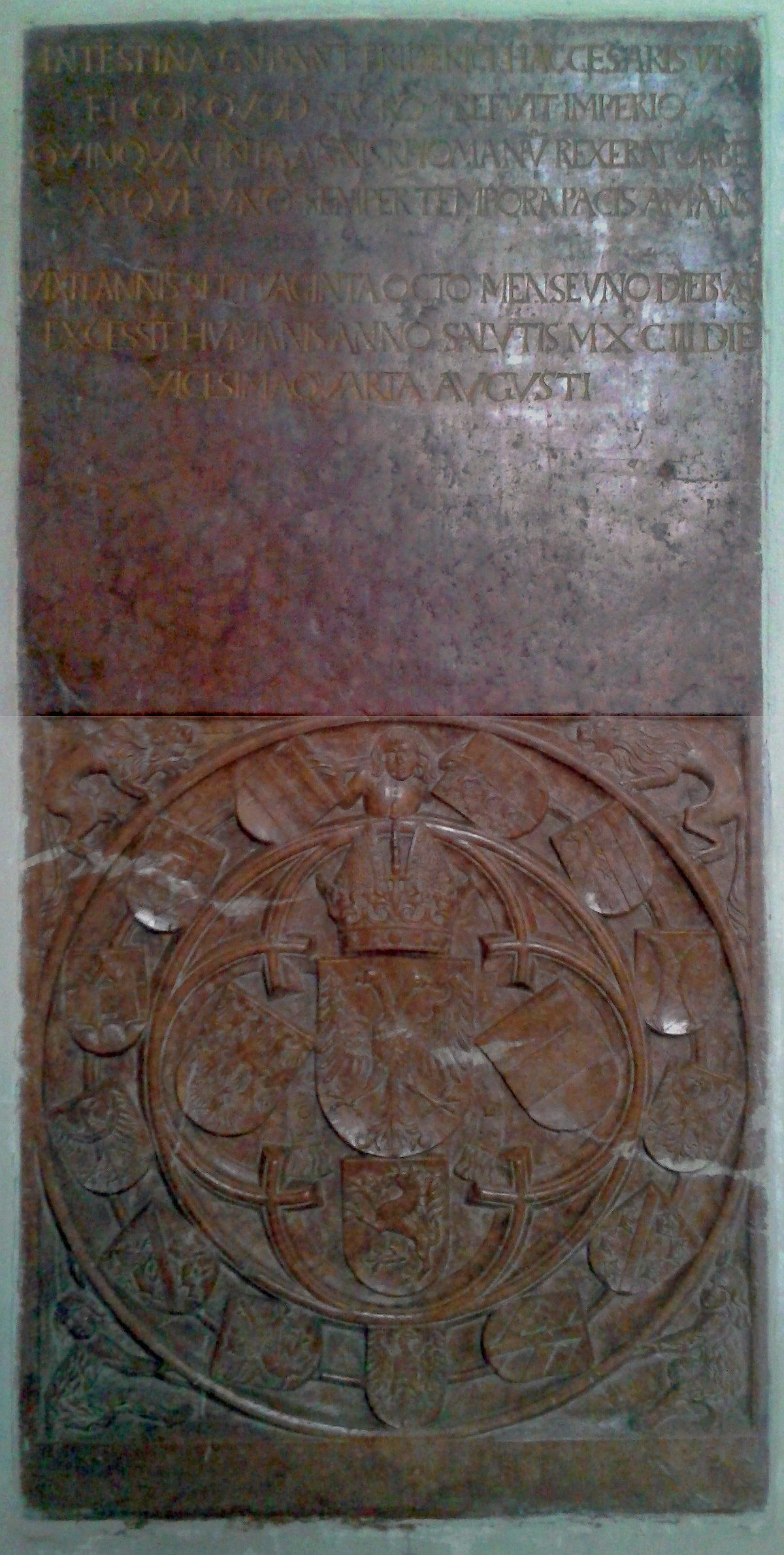
Stadtpfarrkirche Linz, Intestina-Grabstein für Kaiser Friedrich III.

Die Teilung in Herz, Innereien und Körper entsprach so den praktischen Notwendigkeiten bei Überführungen oder lange dauernden Leichenfeiern. Die Aufteilung der Körper nahm im mittelalterlichen Europa schließlich institutionelle Formen an, die im Hofzeremoniell besonders der katholischen Herrscherhäuser bis in die Neuzeit weiterlebten. Das Herz als „edelster Teil des Menschen“ sollte dabei stets einen würdigen Platz erhalten. Dem Leichnam selbst war aufgrund der technischen Möglichkeiten hingegen keine dauerhafte Konservierung zugesichert, da es nach dem Stand der damaligen Technik noch nicht möglich war, den natürlichen Zerfall auf Dauer zu verhindern. Es musste genügen, wenn ein verstorbener Herrscher für wenige Tage aufgebahrt werden konnte. Als Kaiser Friedrich III. 1493 in Linz starb, wurde sein Leichnam einen Tag lang in der großen Stube des Linzer Schlosses öffentlich ausgestellt, dann nach Wien überführt und im Stephansdom beigesetzt. Sein Herz und seine Eingeweide wurden hingegen bereits in Linz bestattet und erhielten ihren Platz in der Stadtpfarrkirche.

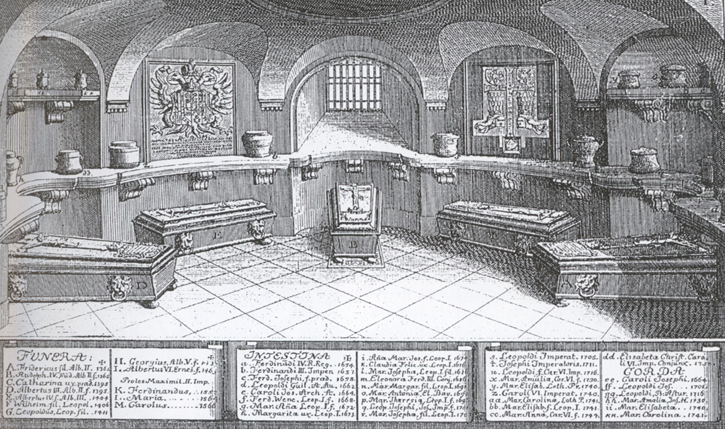
Stich (1758) der Herzogsgruft im Wiener Stephansdom. Neben den Sarkophagen sind in der Abbildung zahlreiche Urnen für Herz- und Eingeweidebestattungen der Habsburger zu erkennen.

Die getrennte Bestattung blieb ungeachtet aller methodischen Fortschritte auf dem Gebiet der Leichenkonservierung über Jahrhunderte in Gebrauch. Sie konnte sich selbst dann noch halten, als man Anfang des 19. Jahrhunderts begann, Leichen durch das Einspritzen konservierender Flüssigkeiten in den Blutkreislauf auch von innen her zu behandeln. Herz, Gehirn und Eingeweide wurden dennoch meist wie bisher entnommen und getrennt bestattet. Dieses Verfahren kam z. B. 1821 bei Napoleon Bonaparte und 1832 bei seinem Sohn Napoleon Franz zum Einsatz.
Ab Mitte des 19. Jahrhunderts revolutionierte die Entdeckung des Formaldehyds (1855) die Leichenkonservierung, sodass die Entfernung von Herz und Eingeweiden unnötig wurde und sich eine langfristige Erhaltung des Leichnams allein durch den Einsatz von Chemikalien erreichen ließ. Bei den Habsburgern in Wien wurde die Entfernung von Herz und Eingeweiden letztmals 1878 beim Tod von Kaiser Franz Josephs Vater Erzherzog Franz Karl praktiziert, danach ging man am österreichischen Hof zur ausschließlichen Anwendung von Formaldehyd über. Die Päpste folgten der Entwicklung wenig später. Seit Sixtus V. († 1590) waren den verstorbenen Päpsten die inneren Organe entnommen und in Rom beim Trevi-Brunnen in der Kirche „St. Vinzenz und Anastasius“ aufbewahrt worden, die Körper meist in den Vatikanischen Grotten unter dem Petersdom. Leo XIII. († 1903) wurde noch auf diese Weise bestattet, sein Nachfolger Pius X. schaffte die Organentnahme ab. Bei toten Päpsten wurde das Blut seither ebenfalls durch eine konservierende Flüssigkeit mit Formaldehyd ersetzt.

## Religion und Repräsentation

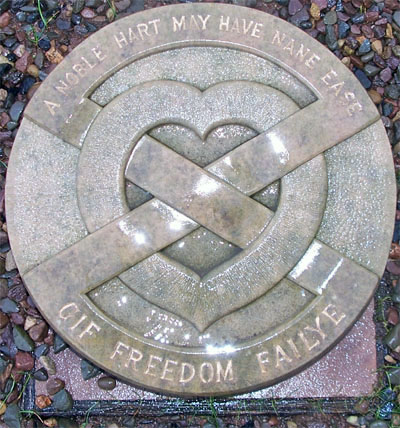
Herzgrab Robert Bruces († 1329) in Melrose Abbey (Schottland)

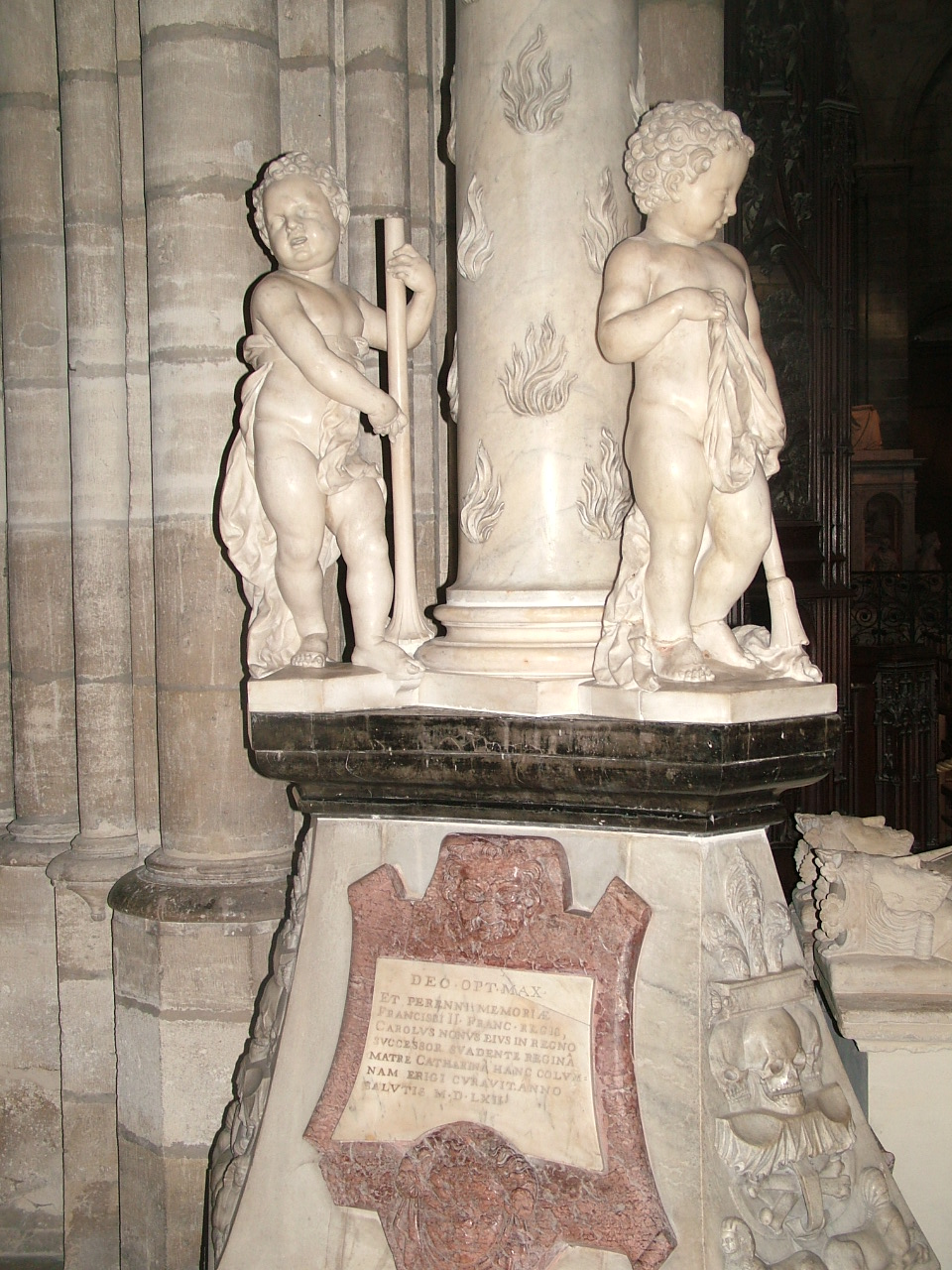
Herzgrab König Franz’ II. († 1560) in Saint-Denis (Paris)

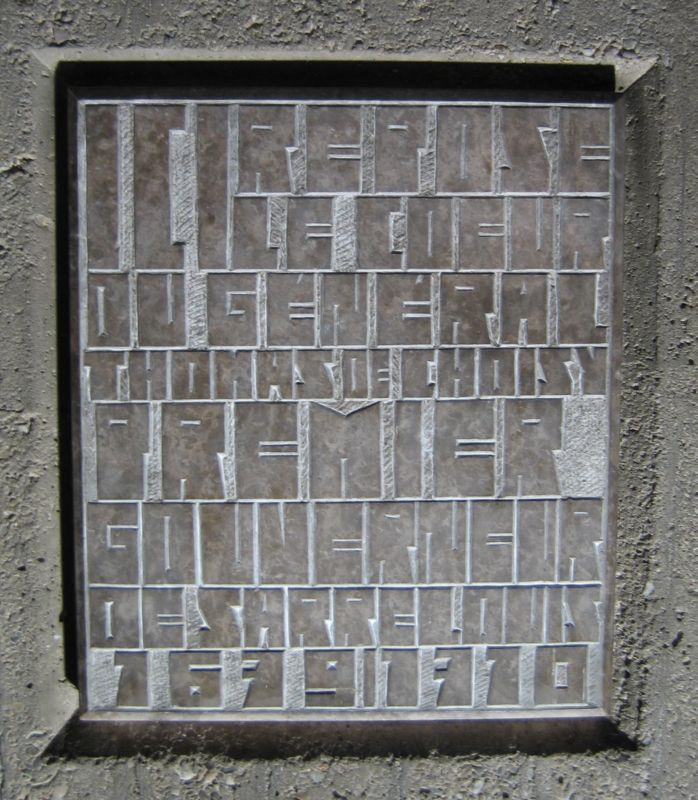
Herzgrab von Thomas de Choisy († 1710), Marschall von Frankreich, in der Pfarrkirche St. Ludwig in Saarlouis

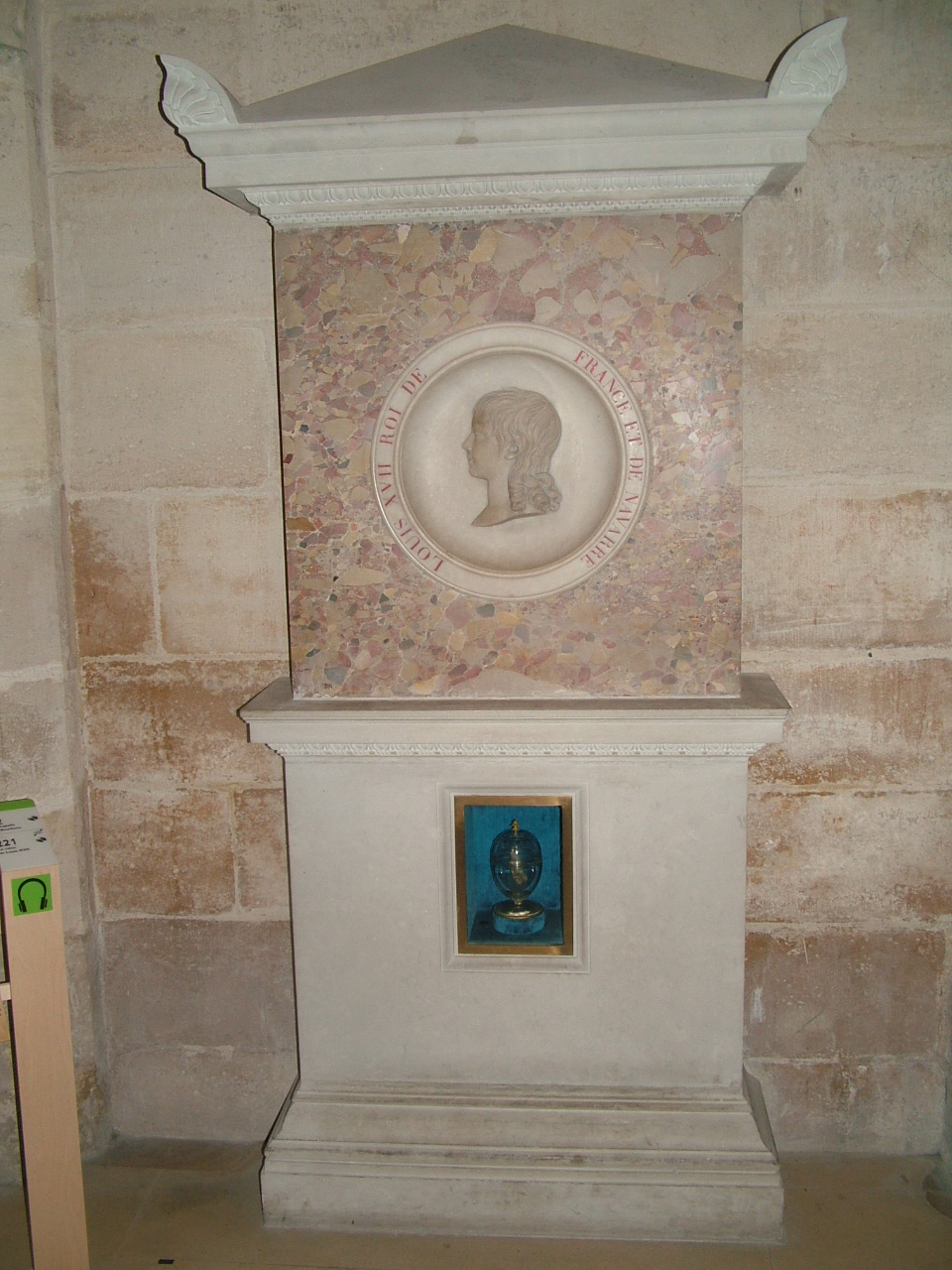
Herzurne Ludwigs XVII. († 1795) in Saint-Denis (Paris)

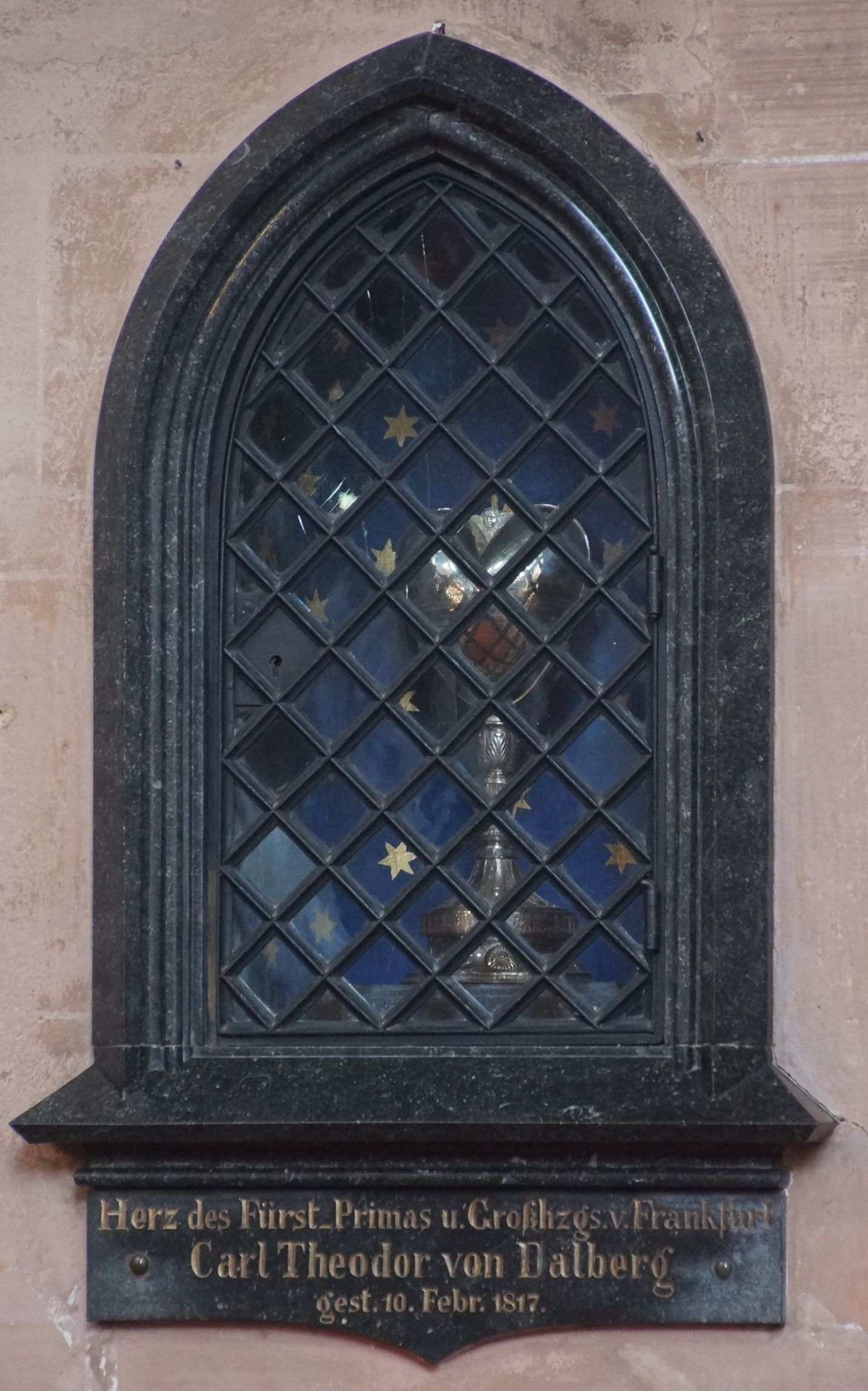
Herzurne Karl Theodor von Dalbergs († 1817) in der Stiftskirche Aschaffenburg

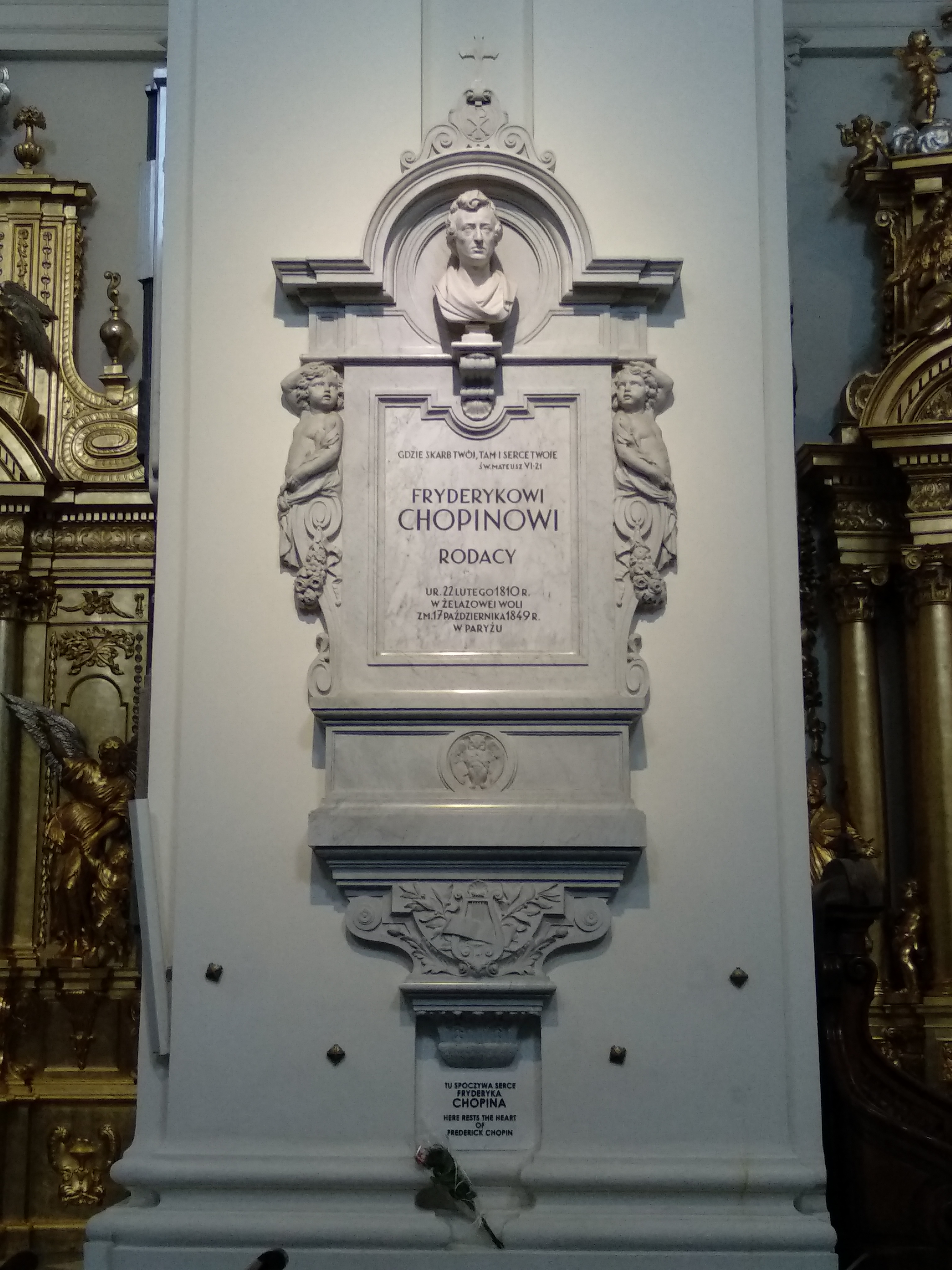
Herzgrab Frédéric Chopins († 1849) in der Heiligkreuzkirche in Warschau

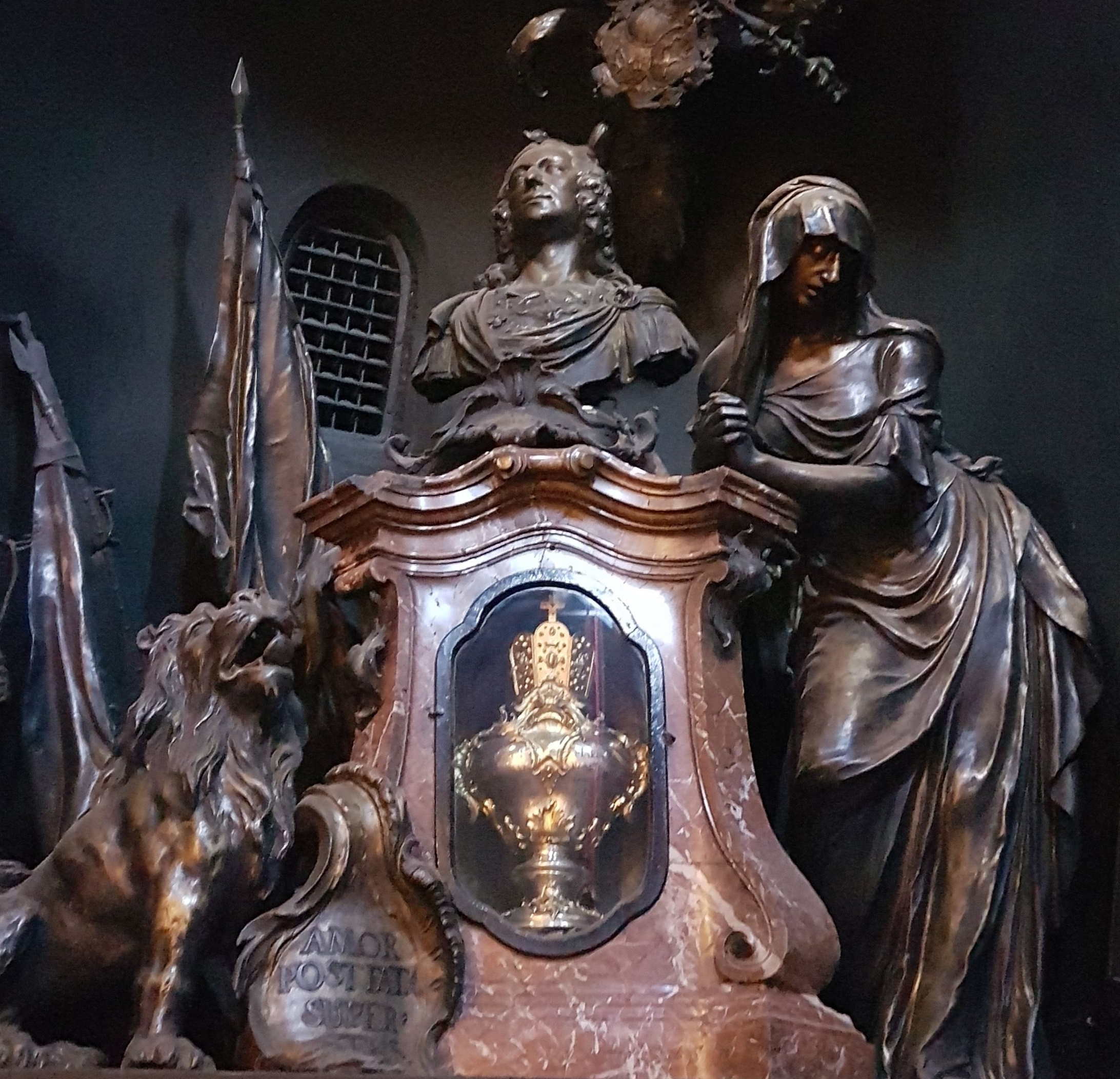
Herzurne Kaiser Karls VII. in der Gnadenkapelle von Altötting

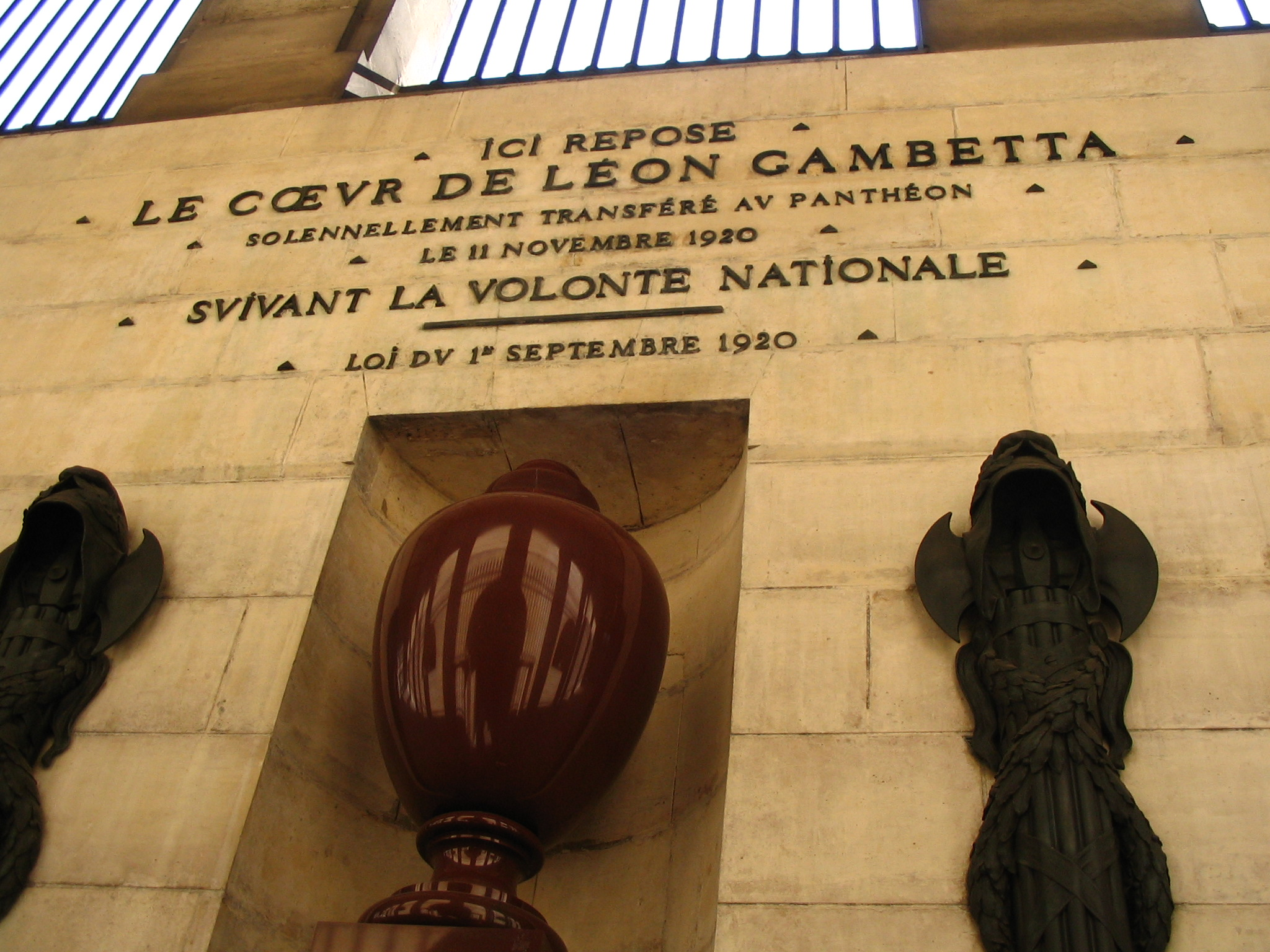
Herzurne Léon Gambettas († 1882) im Panthéon (Paris)

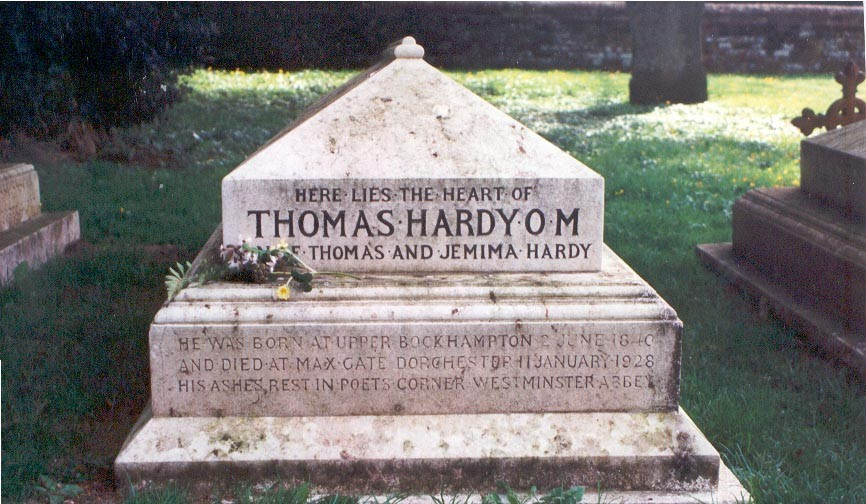
Herzgrab Thomas Hardys († 1928) in Stinsford, Dorset

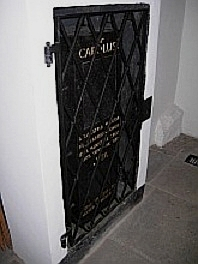
Stele hinter dem Altar der Loretokapelle (Kloster Muri) mit den Herzurnen von Kaiser Karl I. († 1922) und Kaiserin Zita († 1989)

Neben den genannten praktischen Gründen gab es eine Reihe von religiösen oder sozialen Vorstellungen und politischen Überlegungen, die zur Verbreitung der getrennten Bestattung beitrugen.
Aus dem Frühmittelalter sind Angaben zu Bestattungsriten überliefert, die darauf hindeuten, dass das Herz nach dem Tod aus dem Körper entfernt wurde, um getrennt beigesetzt zu werden.
Ein Grund für diese Vorgehensweise könnte die seit der Antike verbreitete Sicht gewesen sein, dass das Herz der Sitz der Seele und des Wesens einer Person sei. Das Konzil von Vienne befand 1311, die Seele wohne im Körper des Menschen, nicht nur im Herzen. Dennoch entwickelte sich aus diesen Überlegungen die Herzbestattung als ein Ritual, das im Spätmittelalter und der Neuzeit besonders bei hochgestellten Persönlichkeiten zur Anwendung kam. Durch die Aufteilung des Körpers konnte man eine Mehrfachbestattung vornehmen, was besonders bei Reliquien von Bedeutung war.
Kaiser Heinrich III. († 1056) verfügte, dass sein Herz nicht mit seinem Körper in der Kaisergruft im Dom zu Speyer, sondern in der Kaiserpfalz Goslar in der Kapelle St. Simon und Judas seine letzte Ruhestätte finden sollte. Ein anderes Beispiel ist Richard I. Löwenherz († 1199), dessen Körper nach seinem Tod in der Belagerung von Châlus in der Ahnengruft der Anjou in der Abtei Fontevrault bestattet wurde. Sein Herz brachte man nach Rouen in der Normandie, sein Gehirn in die Abtei Charroux.
Die Könige von Frankreich ließen sich in der Familiengrablege in der Abtei von Saint-Denis bei Paris bestatten, das Herz und die Eingeweide jedoch getrennt in Klöstern ihrer Wahl, denen sie besonders nahe standen. Besonders bedeutend war in dieser Hinsicht das Jakobinerkloster Paris. Aufgrund dieser Praxis konnte es statt eines Grabmals auch mehrere Grabmäler eines Monarchen geben. Im Fall König Ludwigs IX. wird dies besonders deutlich. Er starb am 25. August 1270 in Karthago, seine Gebeine wurden am 22. Mai 1271 in Saint-Denis bestattet. Anlässlich seiner Heiligsprechung wurden seine Reliquien am 25. August 1298 in einen Schrein hinter dem Hochaltar übertragen. 1306 wurde mit der Erlaubnis Papst Clemens’ V. das Haupt von Saint-Denis in die Sainte-Chapelle übertragen und dort in einen eigenen Schrein neben der Dornenkrone gebettet. Eine Rippe Ludwigs wurde der Kathedrale von Notre Dame gegeben. König Philipp der Schöne schenkte der Basilika San Domenico in Bologna ein Reliquiar seines Großvaters, König Haakon V. von Norwegen erwarb mehrere Finger für eine Kirche in Tysnes. Königin Blanche von Schweden erhielt Reliquien für die Klosterkirche Vadstena, ebenso wie 1378 Kaiser Karl IV. für den Veitsdom in Prag. 1430 bekam Ludwig VII. von Bayern für seine Residenz Ingolstadt einige Reliquien. Im Zuge der Plünderung der Königsgräber von Saint-Denis in der Zeit der französischen Revolution wurden auch die Ludwigsschreine in Saint-Denis und Sainte-Chapelle zerstört. Die inneren Organe Ludwigs IX. wurden auf Sizilien in der Kathedrale von Monreale bestattet. Unklar ist, wo das Herz Ludwigs verblieb, da keine Aufzeichnungen über dessen Verbleib erhalten sind. Die Organe blieben mehrere Jahrhunderte in Monreale, bevor sie König Franz II. von Sizilien auf der Flucht vor den Truppen Garibaldis 1860 zuerst mit nach Gaeta und Rom und anschließend mit in sein Exil nach Garatshausen nahm. Dort stiftete Kaiser Franz Joseph den Reliquien einen Schrein, doch König Franz vermachte sie testamentarisch dem Kardinal Lavigerie. Der brachte sie nach Karthago, den Sterbeort Ludwigs, wo sie von den Gläubigen in der 1890 dem hl. Ludwig geweihten Kathedrale von Karthago verehrt werden konnten. Nach der Unabhängigkeit Tunesiens 1956 wurden sie in die Sainte-Chapelle übertragen.
Am Hof der Habsburger in Wien war die getrennte Bestattung ebenfalls üblich. Ferdinand IV. († 1654) begründete hier die bis 1878 übliche Tradition, das Herz nahe der Hofburg in der Loretokapelle der Augustinerkirche beizusetzen. Bis dahin waren die Herzen der Habsburger meist neben dem Leichnam im selben Sarg oder im Stephansdom bestattet worden. Ferdinand IV. hatte die Gottesmutter Maria zu Lebzeiten besonders verehrt und testamentarisch verfügt, dass sein Herz in der Loretokapelle der Augustinerkirche der Madonna zu Füßen gelegt werden solle. Als er starb, wurde sein Leichnam noch am selben Abend seziert und sein Herz in einen Becher gelegt und während der feierlichen Aufbahrung neben dem Körper auf dem Schaubett ausgestellt. Einen Tag nach seinem Tod erfolgte um neun Uhr abends die Übertragung des Herzens in die Augustinerkirche, wo es in einer schlichten Feier bei der Marienstatue in der Loretokapelle beigesetzt wurde. Die späteren österreichischen Habsburger behielten diesen Brauch bis ins 19. Jahrhundert bei. In einem Hofrecht aus dem Jahr 1754 heißt es über den Brauch „von der Vertheilung des Leichnams zur Beysetzung an verschidenen Orten“ etwa: „Bey dem Erz-Herzoglichen Hause Österreich haben jedesmahl drey Kirchen in Wien an dem Leichnam eines regierenden Herrn Antheil“. Die Körper der verstorbenen Monarchen und ihrer nächsten Angehörigen wurden in der Kapuzinergruft bestattet, die Herzen in der Loretokapelle der Augustinerkirche und die Eingeweide in der Herzogsgruft im Stephansdom. Die Organe wurden in Seidentücher gehüllt, in Spiritus eingelegt und die Behältnisse zugelötet. Nur wenige regierende Habsburger, darunter der 1790 verstorbene Kaiser Joseph II., verzichteten auf eine getrennte Bestattung. Für die im Laufe der Jahrhunderte entfernten Herzen wurde in der Augustinerkirche ein eigener Raum eingerichtet, der später den Namen „Herzgrüftel“ erhielt. Es befinden sich dort 54 Urnen mit den Herzen von Angehörigen der Dynastie. Der letzte Habsburger, der in dieser Form nach dem alten Hofprotokoll bestattet wurde, war Erzherzog Franz Karl († 1878). In der Wiener Kapuzinergruft befinden sich ebenfalls einige Herzurnen. Es handelt sich dabei meist um die Herzen weiblicher Habsburger, deren Körper an anderen Orten beigesetzt wurden. In Wien erhielten im Laufe der Zeit 41 Habsburger eine „Getrennte Bestattung“ mit Aufteilung ihres Körpers auf drei Begräbnisstätten (Kaisergruft, Herzgruft sowie Herzogsgruft).
Die bayerischen Monarchen aus der Dynastie der Wittelsbacher praktizierten getrennte Bestattung bereits im Spätmittelalter, wenn Fürsten nicht an dem Ort starben, wo die Grablege ihrer Dynastie bestand. Die Eingeweide Herzog Georgs des Reichen, der 1503 in Ingolstadt starb, sind in der Ingolstädter Liebfrauenkirche bestattet. Sein Leichnam wurde in die Wittelsbachergruft nach Landshut gebracht. Die sterblichen Überreste Kurfürst Maximilians I. wurden sogar dreigeteilt. Die Eingeweide liegen am Sterbeort Ingolstadt, der Leichnam zu München und das Herz in Altötting. An diesem Ort begründete Maximilian die wittelsbachische Tradition, die Herzen der Angehörigen des bayerischen Fürstenhauses in der dortigen Gnadenkapelle aufzubewahren. In Wandnischen auf der Westseite des Oktogons befinden sich 28 silberne Herzurnen aus der Zeit zwischen 1635 und 1954. Den Anfang machte hier die Herzbestattung von Kurfürstin Elisabeth Renata († 1635), der Gemahlin Kurfürst Maximilians I. Zuletzt wurde hier das Herz der letzten bayerischen Kronprinzessin Antonia († 1954) beigesetzt. Ein wesentlicher Unterschied zwischen den Herzbestattungen der österreichischen und bayerischen Herrscher war, dass die Habsburger in Wien als Material für ihre Bestattungsurnen meist Kupfer oder Messing bevorzugten, während die Herzgefäße der Wittelsbacher in Altötting meist aus kostbaren Materialien wie Silber angefertigt wurden. Herzurnen von nichtregierenden Wittelsbachern und ihren Verwandten befinden sich u. a. in der Fürstengruft der Michaelskirche in München, darunter von Maximilian de Beauharnais († 1852).
Obwohl die meisten getrennten Bestattungen an Fürsten und Monarchen des Mittelalters und der Neuzeit vorgenommen wurden, ist sie nicht auf diesen Personenkreis begrenzt. Besonders Herzbestattungen finden sich auch bei anderen bedeutenden Persönlichkeiten. Als der berühmte französische Festungsbaumeister Sébastien Le Prestre de Vauban am 30. März 1707 in Paris starb, wurde sein Leichnam seziert und am 16. April in der von ihm selbst als Familiengrablege an die Pfarrkirche Saint-Hilaire von Bazoches angefügten Sebastianskapelle begraben. 1793 brachen Revolutionäre die Gruft auf und raubten die Bleisärge, um daraus Kugeln zu gießen. Bei Bauarbeiten in der Kirche fand man 1804 die separat bestattete Bleiurne mit Vaubans Herz. Sie wurde auf Veranlassung Napoleons I. nach Paris gebracht und am 28. Mai 1808 feierlich in den Invalidendom überführt. Nach dem Tod der Obersthofmeisterin der habsburgischen Herrscherin Maria Theresia, der Gräfin Karoline von Fuchs-Mollard († 1754), wurde ihr Leichnam auf ausdrücklichen Wunsch der Monarchin in der Kapuzinergruft der Habsburger beigesetzt, der Herzbecher hingegen kam in die Mollardsche Familiengruft in der Wiener Michaelerkirche.
Im Fall des britischen Schriftstellers Thomas Hardy († 1928) wurde das Herz auf dem Kirchhof von Stinsford in Dorset beigesetzt, der übrige Körper eingeäschert und die Asche in der Westminster Abbey begraben. Das Herz des Begründers der modernen Olympischen Spiele, Pierre de Coubertin († 1937), befindet sich in einer Steinstele vor dem antiken Stadion von Olympia. Der Titel des 1970 erschienenen Buches „Bury My Heart at Wounded Knee“ („Begrabt mein Herz an der Biegung des Flusses“) von Dee Brown verweist, in anderem Zusammenhang, ebenfalls auf das Thema der Herzbestattungen.
Nach dem Ende der Monarchie in Österreich nahmen einige Mitglieder der Familie Habsburg die Tradition in beschränktem Umfang wieder auf, wobei jedoch in diesen Fällen die Eingeweide nicht entfernt wurden. Herzbestattungen erfolgten bei Kaiser Karl I. († 1922), seiner Gemahlin Zita († 1989), ihrem Sohn Otto († 2011) und dessen Gemahlin Regina († 2010). Das Herz des im Exil auf Madeira verstorbenen Kaisers begleitete seine Witwe fast fünfzig Jahre lang auf ihren Reisen, ehe es 1971 in der Loretokapelle des Klosters Muri in der Schweiz seine Ruhestätte fand. Nach dem Tod Kaiserin Zitas wurde ihr Körper am 1. April 1989 in der Kapuzinergruft in Wien beigesetzt, ihr Herz am 17. Dezember 1989 im Kloster Muri in der Schweiz. Ihr Sohn Otto verfügte die Bestattung seines Herzens in der Krypta der Benediktinerabtei Pannonhalma in Ungarn, während sich das Herz seiner Gemahlin Regina in der Gruft ihrer Familie auf der Veste Heldburg in Thüringen befindet.

## Beispiele derartiger Bestattungen
| Todesjahr | Name                                          | Körper                                                           | Herz                                                                                                  | Anmerkung |
| --------- | --------------------------------------------- | ---------------------------------------------------------------- | --- | --- |
| 973       | Otto I. (HRR)                                 | Magdeburger Dom                                                  | Memleben                                                                                              | |
| 1056      | Heinrich III. (HRR)                           | Dom zu Speyer                                                    | Ulrichskapelle der Kaiserpfalz Goslar                                                                 | Herz ursprünglich in der Stiftskirche St. Simon und Judas in Goslar beigesetzt |
| 1135      | Heinrich I. (England)                         | Abtei Reading                                                    | | Gehirn und Eingeweide in der Kirche des Priorats Notre-Dame-du-Per |
| 1190      | Friedrich I. Barbarossa (HRR)                 |                                                                  | Tarsos                                                                                                | Eingeweide ebenfalls in Tarsos, Fleisch in Antiochia, Knochen in Tyros |
| 1199      | Richard Löwenherz (England)                   | Abtei Fontevrault                                                | Rouen                                                                                                 | Gehirn in der Abtei Charroux, Eingeweide in Châlus |
| 1226      | Ludwig VIII. (Frankreich)                     | Abtei von Saint-Denis                                            | | |
| 1270      | Ludwig IX. (Frankreich)                       | Abtei Saint-Denis (Paris)                                        | | Eingeweide in der Sainte-Chapelle (Paris) |
| 1271      | Isabella von Aragón                           |                                                                  | | Fleisch im Dom von Cosenza, Knochen in Saint-Denis (Paris) |
| 1285      | Karl I. (Neapel)                              | Kathedrale von Neapel                                            | Jakobinerkloster Paris                                                                                | Eingeweide in der Kathedrale von Foggia |
| 1285      | Philipp III. (Frankreich)                     | Abtei von Saint-Denis (Paris)                                    | Jakobinerkloster Paris                                                                                | Eingeweide in Narbonne |
| 1322      | Philipp V. (Frankreich)                       | Abtei von Saint-Denis (Paris)                                    | Couvent des Cordeliers (Paris)                                                                        | |
| 1329      | Robert I. (Schottland)                        | Dunfermline Abbey                                                | Melrose Abbey                                                                                         | |
| 1380      | Bertrand du Guesclin                          | Abtei von Saint-Denis (Paris)                                    | Kirche Saint Sauveur in Dinan                                                                         | Eingeweide in der Dominikanerkirche von Le Puy, Fleisch in der Franziskanerkirche Montferrand |
| 1389      | Murad I.                                      | Çekirge bei Bursa                                                | Türbe auf dem Amselfeld                                                                               | |
| 1404      | Philipp II. (Burgund)                         |                                                                  | | |
| 1464      | Nikolaus von Kues                             | San Pietro in Vincoli (Rom)                                      | St. Nikolaus-Hospital (Kues)                                                                          | praktische Gründe, da die Leiche nicht über eine solche Strecke transportiert werden konnte |
| 1493      | Friedrich III. (HRR)                          | Stephansdom                                                      | Stadtpfarrkirche (Linz)                                                                               | Eingeweide ebenfalls in der Stadtpfarrkirche Linz |
| 1519      | Maximilian I. (HRR)                           | St. Georgs-Kapelle (Burg in Wiener Neustadt)                     | Liebfrauenkirche (Brügge)                                                                             | Herzurne im Sarkophag seiner ersten Gemahlin Maria von Burgund |
| 1560      | Franz II. (Frankreich)                        | Abtei von Saint-Denis (Paris)                                    | Saint-Denis (Paris)                                                                                   | |
| 1594      | Elisabeth von Sachsen                         | Morizkirche (Coburg)                                             | Filialkirche Winzendorf                                                                               | Eingeweide ebenfalls in der Filialkirche Winzendorf |
| 1608      | Ferdinand von Bayern                          | Frauenkirche (München)                                           | Kirche St. Nikolaus von Tolentino und St. Sebastian (München)                                         | Kirche St. Nikolaus und St. Sebastian in München 1807 profaniert und versteigert |
| 1619      | Matthias (HRR)                                | Kapuzinergruft (Wien)                                            | Loretokapelle (Augustinerkirche Wien)                                                                 | Herz und Körper zunächst im Königinkloster (Wien), Körper 1633 in die Kapuzinergruft übertragen, das Herz schließlich in die Loretokapelle der Augustinerkirche. Der Herzbecher war Ende des 18. Jahrhunderts in schlechtem Zustand, so dass Joseph II. die Anfertigung eines goldenen Überbechers anordnete.                                                                                     |
| 1624      | Karl Joseph von Österreich                    | Kloster Escorial                                                 | Jesuitenkirche St. Marien (Nysa)                                                                      | |
| 1626      | Johann Schweikhard von Cronberg               | Mainzer Dom                                                      | Jesuitenkirche (Aschaffenburg)                                                                        | Eingeweide, Gehirn und Zunge ebenfalls in der Jesuitenkirche Aschaffenburg |
| 1632      | Friedrich V. von der Pfalz                    |                                                                  | | Eingeweide im Westchor der Oppenheimer Katharinenkirche bestattet. |
| 1632      | Johann T’Serclaes von Tilly                   | Stiftspfarrkirche St. Philipp und Jakob (Altötting)              | Gnadenkapelle (Altötting)                                                                             | |
| 1637      | Ferdinand II. (HRR)                           | Mausoleum Kaiser Ferdinands II. (Graz)                           | Loretokapelle (Augustinerkirche Wien)                                                                 | Herz und Eingeweide befanden sich ursprünglich in derselben Urne und wurden zunächst im Mausoleum in Graz aufbewahrt. Das Behältnis wurde später nach Wien überführt, wo es im Königinkloster beigesetzt war. Ende des 18. Jahrhunderts ließ Joseph II. die Eingeweide in der Herzogsgruft im Stephansdom und das Herz in einem neuen Becher in der Loretokapelle der Augustinerkirche bestatten. |
| 1651      | Maximilian I. (Bayern)                        | St. Michael (München)                                            | Gnadenkapelle (Altötting)                                                                             | Eingeweide im Liebfrauenmünster (Ingolstadt) |
| 1653      | Johann-Ludwig von Nassau-Hadamar              | Fürstengruft der Ägidienkirche in Hadamar                        | Jesuitenkirche Hadamar                                                                                | |
| 1654      | Ferdinand IV. (HRR)                           | Kapuzinergruft (Wien)                                            | Loretokapelle (Augustinerkirche Wien)                                                                 | Eingeweide in der Herzogsgruft im Stephansdom (Wien) |
| 1656      | Johann Franz von Schönau                      | Jesuitenkirche Pruntrut                                          | Kapuzinerkloster Waldshut                                                                             | |
| 1679      | Antonia von Württemberg                       | Stiftskirche (Stuttgart)                                         | Trinitatiskirche in Bad Teinach                                                                       | |
| 1687      | Johann Ludwig II. von Sulz                    | Mariä Himmelfahrt (Tiengen)                                      | Kapuzinerkloster Waldshut                                                                             | |
| 1689      | Sebastian von Pötting                         | Dom St. Stephan                                                  | | |
| 1693      | Ernst I. (Hessen-Rheinfels-Rotenburg)         | Wallfahrtskirche in Kamp-Bornhofen                               | St. Maria in der Kupfergasse (Köln)                                                                   | |
| 1695      | Franz-Bernhard von Nassau-Hadamar             | Fürstengruft unter der Ägidienkirche Hadamar                     | Herzenbergkapelle (Hadamar)                                                                           | |
| 1705      | Georg von Hessen-Darmstadt                    | Església dels Josepets de Gràcia (Barcelona)                     | Stadtkirche (Darmstadt)                                                                               | |
| 1705      | Leopold I. (HRR)                              | Kapuzinergruft (Wien)                                            | Loretokapelle (Augustinerkirche Wien)                                                                 | Eingeweide in der Herzogsgruft im Stephansdom (Wien) |
| 1707      | Sébastien Le Prestre de Vauban                | Pfarrkirche Saint-Hilaire (Bazoches)                             | Invalidendom (Paris)                                                                                  | Herz ursprünglich in Vaubans Familiengruft in der Pfarrkirche Saint-Hilaire (Bazoches); am 28. Mai 1808 auf Veranlassung Napoleon Bonapartes im Invalidendom beigesetzt |
| 1710      | Thomas de Choisy                              | Familiengruft in Mogneville                                      | St. Ludwig (Saarlouis)                                                                                | |
| 1711      | Franz Alexander von Nassau-Hadamar            | Fürstengruft unter der Ägidienkirche Hadamar                     | Herzenbergkapelle (Hadamar)                                                                           | |
| 1711      | Johann Hugo von Orsbeck                       | Trierer Dom                                                      | Trierer Dom                                                                                           | Eingeweide, Zunge, Augen und Gehirn ursprünglich in der Heilig-Kreuz-Kirche (Koblenz) |
| 1711      | Joseph I. (HRR)                               | Kapuzinergruft (Wien)                                            | Loretokapelle (Augustinerkirche Wien)                                                                 | Eingeweide in der Herzogsgruft im Stephansdom (Wien) |
| 1712      | Johann Philipp von Lamberg                    | Dom St. Stephan                                                  | Wallfahrtskirche Mariahilf (Passau)                                                                   | |
| 1715      | Ludwig XIV. (Frankreich)                      | Abtei von Saint-Denis (Paris)                                    | Kirche Saint-Paul-Saint-Louis des Jesuitenklosters Maison professe de Paris in der Rue St. Antoine    | Eingeweide in Notre-Dame de Paris; Herzbecher während der Restauration nach Saint-Denis überführt |
| 1731      | Gustav Samuel Leopold (Pfalz-Zweibrücken)     | Alexanderskirche (Zweibrücken)                                   | St. Antonius von Padua (Meisenheim)                                                                   | Herzgrab mit Epitaph hinter dem linken Seitenaltar erhalten |
| 1733      | August der Starke                             | Königsgruft der Wawelkathedrale (Krakau)                         | Hofkirche (Dresden)                                                                                   | |
| 1735      | Franz Hugo von Nassau-Siegen                  | Fürstengruft unter der Ägidienkirche Hadamar                     | Herzenbergkapelle (Hadamar)                                                                           | |
| 1736      | Prinz Eugen von Savoyen                       | Kapelle im Wiener Stephansdom                                    | Basilica di Superga in Turin, Grabkirche des Königshauses Savoyen                                     | |
| 1740      | Karl VI. (HRR)                                | Kapuzinergruft (Wien)                                            | Loretokapelle (Augustinerkirche Wien)                                                                 | Eingeweide in der Herzogsgruft im Stephansdom (Wien) |
| 1743      | Philipp Carl von Eltz-Kempenich               | Mainzer Dom                                                      | Mainzer Dom (Mainzer Domschatz)                                                                       | |
| 1743      | Wilhelm Hyacinth von Nassau-Siegen            | Fürstengruft unter der Ägidienkirche Hadamar                     | Herzenbergkapelle (Hadamar)                                                                           | |
| 1745      | Karl VII. (HRR)                               | Theatinerkirche (München)                                        | Gnadenkapelle (Altötting)                                                                             | |
| 1754      | Karoline von Fuchs-Mollard                    | Kapuzinergruft (Wien)                                            | Michaelerkirche (Wien)                                                                                | |
| 1756      | Franz Georg von Schönborn                     | Trierer Dom                                                      | ursprünglich in der Heilig-Kreuz-Kirche, vor deren Profanierung 2017 in die Kapuzinerkirche (Koblenz) | Eingeweide ursprünglich in der Heilig-Kreuz-Kirche, vor deren Profanierung 2017 in die Kapuzinerkirche (Koblenz) |
| 1761      | Clemens August von Bayern                     | Kölner Dom                                                       | Gnadenkapelle (Altötting)                                                                             | Eingeweide in St. Remigius (Bonn); Gehirn, Augen und Zunge in der Kapuzinergruft (Bonn) |
| 1761      | Joseph Dominikus von Lamberg                  | Dom St. Stephan                                                  | Wallfahrtskirche Mariahilf (Passau)                                                                   | |
| 1765      | Franz I. Stephan (HRR)                        | Kapuzinergruft (Wien)                                            | Loretokapelle (Augustinerkirche Wien)                                                                 | Eingeweide in der Herzogsgruft im Stephansdom (Wien) |
| 1768      | Johann IX. Philipp von Walderdorff            |                                                                  | ursprünglich in der Heilig-Kreuz-Kirche, vor deren Profanierung 2017 in die Kapuzinerkirche (Koblenz) | Eingeweide ursprünglich in der Heilig-Kreuz-Kirche, vor deren Profanierung 2017 in die Kapuzinerkirche (Koblenz) |
| 1778      | Voltaire                                      | Panthéon (Paris)                                                 | Bibliothèque nationale de France (Paris)                                                              | Gehirn nur noch in Resten erhalten in der Comédie-Française |
| 1780      | Maria Theresia                                | Kapuzinergruft (Wien)                                            | Loretokapelle (Augustinerkirche Wien)                                                                 | Eingeweide in der Herzogsgruft im Stephansdom (Wien) |
| 1792      | Leopold II. (HRR)                             | Kapuzinergruft (Wien)                                            | Loretokapelle (Augustinerkirche Wien)                                                                 | Eingeweide in der Herzogsgruft im Stephansdom (Wien) |
| 1805      | Karl Anselm von Thurn und Taxis               | Wolfgangskrypta im Kloster Sankt Emmeram (Regensburg)            | Abtei Neresheim                                                                                       | |
| 1812      | Clemens Wenzeslaus von Sachsen                | Grabkapelle der Kirche St. Martin (Marktoberdorf)                | Krypta der Basilika St. Ulrich und Afra (Augsburg)                                                    | |
| 1813      | Jean-Victor Moreau                            | Körper: Sankt Petersburg                                         | Herz: Grab seiner Frau, Cimetière de la Chartreuse, Bordeaux                                          | abgeschossene Beine: Moreau-Denkmal Dresden (1814) |
| 1817      | Tadeusz Kościuszko                            | Königsgruft der Wawelkathedrale (Krakau)                         | Kapelle des Warschauer Königsschlosses                                                                | Eingeweide auf dem Friedhof von Zuchwil bestattet. Der Körper Kościuszkos war zunächst in der Jesuitenkirche in Solothurn beigesetzt und wurde später in die Wawelkathedrale überführt. |
| 1817      | Karl Theodor von Dalberg                      | Regensburger Dom                                                 | Stiftskirche Aschaffenburg                                                                            | |
| 1821      | Napoléon Bonaparte                            | Invalidendom (Paris)                                             | | |
| 1822      | Antonio Canova                                | Mausoleum in der Kirche Santa Maria Gloriosa dei Frari (Venedig) | Porphyrvase in der Akademie von Venedig                                                               | Körper 1827 nach Fertigstellung seines Mausoleums in der Frari-Kirche bestattet |
| 1825      | Maximilian I. Joseph (Bayern)                 | Theatinerkirche (München)                                        | Gnadenkapelle (Altötting)                                                                             | |
| 1825      | Jacques-Louis David                           | Friedhof Evere (Brüssel)                                         | Friedhof Père-Lachaise (Paris)                                                                        | |
| 1825      | Friedrich Wilhelm von Thurn und Taxis         | Wolfgangskrypta im Kloster Sankt Emmeram (Regensburg)            | Abtei Neresheim                                                                                       | |
| 1832      | Herzog von Reichstadt                         | Invalidendom (Paris)                                             | Loretokapelle (Augustinerkirche Wien)                                                                 | Eingeweide in der Herzogsgruft im Stephansdom (Wien). Körper 1832 in der Kapuzinergruft bestattet, 1940 auf Befehl Hitlers per Bahn nach Paris überführt. |
| 1835      | Franz II. (HRR)                               | Kapuzinergruft (Wien)                                            | Loretokapelle (Augustinerkirche Wien)                                                                 | Eingeweide nicht in der Herzogsgruft, offenbar nicht aus dem Leichnam entfernt |
| 1835      | Wilhelmine von Thurn und Taxis, geb. Dörnberg | Gruftkapelle im Schloss St. Emmeram (Regensburg)                 | Gruftkapelle im Schloss St. Emmeram (Regensburg)                                                      | Herz getrennt bestattet in einem Bronzekasten, der neben dem Herzbecher aus facettiertem Glas auch eine Büste der Verstorbenen aus weißem Marmor von Christian Daniel Rauch enthält. |
| 1835      | Andreas Miaoulis                              | Insel Hydra                                                      | Insel Hydra                                                                                           | |
| 1836      | Nicolaus Vogt                                 | Schloss Johannisberg                                             | Mühlstein am Binger Loch                                                                              | Der Behälter mit Herz und Hirn sind im Mühlstein eingeschlossen, einem Felsen im Binger Loch, weil Vogt als Dichter der Rheinromantik dem Rhein über den Tod hinaus nahe sein wollte. |
| 1849      | Frédéric Chopin                               | Friedhof Père-Lachaise (Paris)                                   | Heiligkreuzkirche (Warschau)                                                                          | |
| 1861      | Friedrich Wilhelm IV. (Preußen)               | Friedenskirche (Potsdam)                                         | Mausoleum in Schloss Charlottenburg (Berlin)                                                          | |
| 1864      | Maximilian II. (Bayern)                       | Theatinerkirche (München)                                        | Gnadenkapelle (Altötting)                                                                             | |
| 1868      | Ludwig I. (Bayern)                            | Abtei St. Bonifaz (München)                                      | Gnadenkapelle (Altötting)                                                                             | |
| 1871      | Hermann von Pückler-Muskau                    | Seepyramide im Parksee Schloss Branitz                           | Auflösung in Schwefelsäure                                                                            | |
| 1875      | Ferdinand I. (Österreich)                     | Kapuzinergruft (Wien)                                            | Loretokapelle (Augustinerkirche Wien)                                                                 | Eingeweide in der Herzogsgruft im Stephansdom (Wien) |
| 1878      | Erzherzog Franz Karl                          | Kapuzinergruft (Wien)                                            | Loretokapelle (Augustinerkirche Wien)                                                                 | Eingeweide in der Herzogsgruft im Stephansdom (Wien). Letzte Aufteilung auf alle drei traditionellen Wiener Begräbnisstätten der Habsburger. |
| 1882      | Léon Gambetta                                 | Cimetière du Château (Nizza)                                     | Panthéon (Paris)                                                                                      | |
| 1886      | Ludwig II. (Bayern)                           | St. Michael (München)                                            | Gnadenkapelle (Altötting)                                                                             | Eingeweide nicht entfernt |
| 1921      | Ludwig III. (Bayern)                          | Frauenkirche (München)                                           | Gnadenkapelle (Altötting)                                                                             | |
| 1922      | Karl I. (Österreich-Ungarn)                   | Nossa Senhora do Monte (Funchal)                                 | Loretokapelle (Kloster Muri)                                                                          | |
| 1928      | Thomas Hardy                                  | Asche in der Westminster Abbey (London)                          | Kirchhof von Stinsford, Dorset                                                                        | |
| 1935      | Józef Piłsudski                               | Wawelkathedrale (Krakau)                                         | Rasos-Friedhof (Vilnius)                                                                              | |
| 1937      | Pierre de Coubertin                           | Friedhof Bois-de-Vaux (Lausanne)                                 | Olympia (Griechenland)                                                                                | |
| 1989      | Zita von Bourbon-Parma                        | Kapuzinergruft (Wien)                                            | Loretokapelle (Kloster Muri)                                                                          | Eingeweide nicht entfernt |
| 2010      | Regina von Sachsen-Meiningen                  | Kapuzinergruft (Wien)                                            | Gruft auf der Veste Heldburg                                                                          | Eingeweide nicht entfernt |
| 2011      | Otto von Habsburg                             | Kapuzinergruft (Wien)                                            | Benediktinerabtei Pannonhalma                                                                         | Eingeweide nicht entfernt |

## Sonstiges
- Eine weitere Form der Getrennten Bestattung ist die Kopfbestattung. In Europa wird sie allerdings schon seit der Antike kaum noch praktiziert, obwohl dies prinzipiell immer noch möglich wäre.[35]
- Auch bei Organspenden und -transplantationen kommt es zu einer anonymen, getrennten Bestattung, da der Spender ohne die gespendeten Organe beerdigt wird. Diese werden zusammen mit dem Empfänger bestattet.
- Seit vorgeschichtlicher Zeit wurden in voneinander unabhängigen Kulturen und Räumen abgetrennte Körperteile oder die Nachgeburt (Nachgeburtsbestattung) in verschlossenen Gefäßen bestattet.
- In der japanischen Militärgeschichte legte man Nasengräber mit den Trophäen getöteter Feinde an.

### Zur getrennten Bestattung
- Armin Dietz: Ewige Herzen. Kleine Kulturgeschichte der Herzbestattungen. MMV Medien und Medizin Verlag, 1998 Bertelsmann Fachinformation. ISBN 3-8208-1339-X
- Alfred Hermann: Zergliedern und Zusammenfügen: Religionsgeschichtliches zur Mumifizierung. In: Numen. 3/1956, S. 81–96.
- Romedio Schmitz-Esser: Der Leichnam im Mittelalter. Einbalsamierung, Verbrennung und die kulturelle Konstruktion des toten Körpers (= Mittelalter-Forschungen. Bd. 48). Thorbecke, Ostfildern 2014, ISBN 978-3-7995-4367-5, S. 631–652 (online)

### Speziell zur Herzbestattung
- Charles Angell Bradford: Heart Burial. Allen & Unwin, London 1933.
- Magdalena Hawlik-van de Water: Die Kapuzinergruft. Begräbnisstätte der Habsburger in Wien. 2. Auflage, Wien 1993, S. 71–76.
- Armin Dietz: Ewige Herzen. Kleine Kulturgeschichte der Herzbestattungen. Medien- & Medizin-Verlag, München 1998, ISBN 3-8208-1339-X.
- Carolin Behrmann, Arne Karsten, Philipp Zitzlsperger (Hrsg.): Grab, Kult, Memoria: Studien zur gesellschaftlichen Funktion von Erinnerung: Horst Bredekamp zum 60. Geburtstag am 29. April 2007. Böhlau, Köln 2007 (online).
- Semjon Aron Dreiling: Herzvereinung von König und Konnetabel. Das „monument du cœur“ des Anne de Montmorency in der Pariser Cölestinerkirche als monumentaler Loyalitätsbeweis. In: Marburger Jahrbuch für Kunstwissenschaft. 36, 2009, ISSN 0342-121X, S. 145–183.
- Armin Dietz: ‚Denn wo dein Schatz ist, da ist auch dein Herz‘. Die Herzbestattung: Geschichte und Bedeutung. Böhlau Verlag, Wien 2024, ISBN 978-3-205-22147-0